# Mills County (Texas)
Mills County je okres ve státě Texas v USA. K roku 2010 zde žilo 4 936 obyvatel. Správním městem okresu je Goldthwaite. Celková rozloha okresu činí 1 942 km².